# جشنواره فیلم مستند ملبورن
جشنواره فیلم مستند ملبورن(به انگلیسی: Melbourne International Film Festival (MIFF)) یکی از برجسته‌ترین نمایشگاه‌های فیلم‌سازی مستند در استرالیا است که از زمان تأسیس در سال ۱۳۹۵، این جشنواره به این شکل از فیلم اختصاص یافته است تا این نوع از فیلم را برای مخاطبان، به ویژه جوانان، در دسترس تر، فراگیرتر و جذاب تر کند. تاکنون بیش از ۴۰۰ مستند برای اولین بار در این فستیوال اکران شده است و همین موضوع آن را به یکی از بزرگترین ویترین‌ها در نوع خود در نیمکره جنوبی تبدیل کرده است. ماموریت این جشنواره کشف و ترویج مستندهای مستقل استرالیایی و در عین حال نمایش بهترین مستندهای بین المللی برای مخاطبان  است. این جشنواره از طریق، مسترکلاس‌ها و سمینارهای خود، فرصت‌های ارزشمندی را برای فیلمسازان نوظهور فراهم می‌کند تا آثار خود را به نمایش بگذارند و در معرض دید قرار گیرند. همچنین هدف آن تقویت دیدگاه های متنوع و پرورش بحث های معنادار است. این جشنواره به اقتصاد محلی کمک می کند و به عنوان یک کاتالیزور برای رشد صنعت فیلم مستند در استرالیا عمل می کند.